# France de Vitalta
France de Vitalta, également connue sous le nom de France de Piacenza (Plaisance, 1175 - Pittolo près de Plaisance, 25 avril 1218), est une religieuse italienne, abbesse du monastère bénédictin de San Sisto puis des monastères cisterciens de Santa Maria di Montelana et Santa Maria del Terzo Passo. D'après le chanoine et historien Pietro Maria Campi, elle a été proclamée sainte par le pape Grégoire X en 1273.

## Biographie
D'une famille noble de Plaisance (Piacenza), elle entra au monastère bénédictin de San Siro en 1182 et, à l'âge de quatorze ans, fit sa profession de foi religieuse. En 1199, à la mort de l'abbesse Brizia, San Sisto élit France pour lui succéder. 
En 1210 ou 1212 elle rencontre Carenzia Visconti et lui conseille d'embrasser la vie religieuse dans le monastère cistercien de Rapallo, l'une des premières maisons de la branche féminine de l'ordre en Italie. Grâce au soutien économique de la famille de Carenzia, vers 1214, a été fondé le monastère de Santa Maria de Montelana, à Morfasso, et France fut la première abbesse.
Les jeunes de la communauté cistercienne de Santa Maria di Montelana déménage, jusqu'à finalement s'établir en 1218, à Santa Maria del Terzo Passo, à Pittolo, où France meurt peu de temps après.

## Culte
Selon la tradition, France est proclamée sainte vivae vocis oraculo par le pape Grégoire X en septembre 1273, alors qu'il était en déplacement à Lyon, mais la bulle de sa  canonisation n'a pas été conservé.
Son corps, après plusieurs traductions, a été inhumé dans l'église du monastère bénédictin de Saint-Raymond de Piacenza.
Son éloge funèbre du Martyrologe romain est au 25 avril.
 